# Shingo Kunieda
Shingo Kunieda (Japans: 国枝 慎吾, Kunieda Shingo) (Tokio, 21 februari 1984) is een rolstoeltennisspeler uit Japan. Hij won 28 grandslamtitels in het enkelspel en 22 in het dubbelspel.(juli 2022)
Op de Paralympische Zomerspelen 2004 won hij een gouden medaille in het dubbelspel, samen met Satoshi Saida. Op de Paralympische Zomerspelen 2008 won hij de gouden medaille in het enkelspel. Een tweede gouden medaille won hij op de Paralympische Zomerspelen 2012, negen jaar later gevolgd door de derde, op de Paralympische Zomerspelen in Tokio.
Zowel in het enkel- als in het dubbelspel bereikte hij de eerste plaats op de wereldranglijst.